# العالي (قرية)
قرية العالى هي إحدى القرى التابعة لمركز كفر الدوار في محافظة البحيرة في جمهورية مصر العربية. حسب إحصاءات سنة 2006، بلغ إجمالي السكان في العالى 8649 نسمة، منهم 4320 رجل و4329 امرأة.